# Alfonso Michel
Alfonso Michel Martínez (Colima, México; 14 de enero de 1897 - Ciudad de México; 14 de febrero de 1957) fue un pintor mexicano nacido en el occidental estado de Colima. Insatisfecho con sus cuadros, varias veces abandonó la pintura. Quizás por esto su obra no es muy extensa. Sin embargo su calidad es notable y hay un renovado interés en sus cuadros. A pesar de vivir en Europa durante varios años, su pintura conservó su identidad mexicana y regional. Existe una exposición permanente en la Pinacoteca de la Universidad de Colima.

## Biografía
Nació el 14 de enero de 1897, aunque acostumbraba a quitarse edad y afirmaba que
había nacido en 1906. Fue el menor de seis hermanos de una adinerada familia. Su padre sorprendió a su madre en una relación extramarital, tras lo cual se llevó a sus hijos a vivir a Guadalajara, en el estado de Jalisco. En 1921 se trasladó con su familia a la Ciudad de México. Posteriormente se mudó a la ciudad de San Francisco, California. En 1923 emigró a Europa y vivió en Florencia, París y otras ciudades de Europa hasta 1930.
A su regreso a México se instaló en Colima. En 1932, pintó con Jesús Guerrero Galván los murales del Salón de Artes Plásticas de la Universidad de Guadalajara. Recibió algunas condecoraciones por parte de la Universidad de Guadalajara.
Su primera exhibición individual la realizó en 1942 en la Galería de Arte Mexicano. Posteriormente en 1950 expone en París Francia. Fallece en la Ciudad de México en 1957.

## Obra
La obra de Michel se ubica tanto dentro de la corriente expresionista como de la neo-barroca pues en su cuadros no hay espacios libres y si una gran cantidad y algarabía de elementos. El mar era su otra gran pasión, por lo cual el agua está presenta en casi todos su cuadros, aunque sea en un pequeño vaso.
Su obra tiene el talento de disipar los límites entre realidad y fantasía por medio de texturas. Al comienzo, sus temas principales fueron la naturaleza, ferias y escenas de juego, niños y adolescentes; más tarde se basaron en la meditación, la nostalgia y el dolor. En su trabajo se han encontrado influencias de Picasso, Braque, Cézanne y Giorgio de Chirico. En 1991, el Museo de Arte Moderno de la Ciudad de México presentó una exhibición como homenaje.